# Bride
Bride é uma banda de metal cristão dos Estados Unidos, A banda ganhou extrema popularidade no meio cristão com os hits Psychedelic Super Jesus, Heroes, Time, Would You Die for Me, The Worm, entre outros. Das turnês da banda, um dos países alvo sempre foi o Brasil (onde comenta-se que banda tem mais fãs), fazendo vários shows, dentre eles, o SOS da Vida, onde estão presentes anualmente . E o que é mais real ainda, é que a banda é referência e influência para toda a cena underground cristã.

## História
A banda Bride (Noiva em português) é uma das mais importantes bandas do metal cristão desde os anos 1980. Corretamente chamados de os pioneiros do heavy metal cristão. A banda começou em 1983, ainda com o nome de Matrix, que mudou, após uma outra banda no Japão com o mesmo nome. Após isso, assinaram com um dos maiores selos voltado para o metal cristão da época. O primeiro álbum foi gravado ainda com o nome Matrix, que seriam das 4 demos, que eram distribuídas em seus shows. Contudo, a banda foi ganhando atenção da cena underground, como os fanzines, inclusive tendo o apoio da maior publicação especializada em música cristã, a CCM (Contemporary Christian Music Magazine) mundialmente conhecida. Mas o start mesmo, veio com o nome Bride, em 1986, onde a banda já contava com uma estrutura musical estável, e com experiência suficiente, para embarcar na cena, que já contava com muitas bandas popularmente chamadas de white metal.
A banda fazia um som que continha as influências clássicas, tradicionais do heavy metal de bandas como Judas Priest, Iron Maiden, mostrando-se também contaminada pela cena NWOBHM (New Wave of British Heavy Metal), inclusive pelo visual que também trazia essas referências. Os três primeiros álbuns foram lançados pela Refuge/Pure Metal Records: Show No Mercy, Live to Die e Silence is Madness, ambos relançados recentemente e distribuídos no Brasil. Esses são alguns dos álbuns mais reverenciados pelos fãs mais radicais (os christians headbangers), e músicas como: "Heroes", "Until The End We Rock", "Evil Dreams", "Everybody Knows My Name", "Evil That Men Do", "Show No Mercy" são apenas um dos hinos que marcaram a cena christian metal. Mas o maior clássico do Bride, é a música 'Heroes' do álbum Live to Die e para ser mais claro, seria uma espécie de "The Number of the Beast" (Iron Maiden) para os cristãos. Os irmãos Dale (vocal) e Troy (Guitar) sempre foram o sangue da banda e seus fundadores, permanecendo até hoje na banda e esses 'brothers' mantém o Bride vivo!
As mudanças no caminho da banda aconteceram de muitas formas, do Heavy ao Hard, passando por vários selos, formações, e também seu estilo musical sofreu alterações. O Bride foi uma das bandas mantidas, logo quando a Star Song Communications comprou a Pure Metal Records, e assim lançou vários trabalhos e os grandes shows, tours, dos quais lhes renderam algumas premiações dentro da categoria rock cristão, um deles, o álbum de maior sucesso da banda, o Snakes in the Playground em 1992, não esquecendo os destasques especiais em revistas especializadas, sendo capa várias vezes, da revista Heaves'n Metal. Esta época marcou o estilo hard da banda, com o Kinetic Faith (1991) e Scarecrow Messiah (1994).
Após 4 anos, a banda encerra contrato com a Star Song Communications, e assina com um selo independente chamado Rugged Records, que em seguida veio o álbum Drop, esse que já apresentava fortes mudanças em termos de estilos musicais, não tendo mais a veia heavy, hard, do passado. Continuando sua história, a banda passa por mais alguns selos, e atualmente trabalha de forma independente, onde já lançaram e re-lançaram vários materiais. As dificuldades não afastaram a banda do seu propósito musical maior, onde a mensagem positiva é falar de Deus para as pessoas, que é realmente o que fala mais alto na banda.
Após o Drop (que deixou a pequena Gravadora Rugged milionária), a banda deixou o selo e assinou com a gigante Organic Records, onde produziram os álbuns The Jesus Experience (1997) e Oditties (1998) contendo muitas influências de Grunge, que lhes renderam várias apresentações no mundo todo e principalmente no Brasil. Com a Organic, a banda produziu várias coletâneas e alguns álbuns ao vivo. Em 2001, a banda assina com a Absolute Records e produz o álbum Fist Full of Bees, tido como o "fiasco" da banda, pois o álbum obtinha várias mudanças, dentre elas o New Metal, que o Bride nunca fizera antes.
| “ | Quando o FFOB saiu, pareceu que todos os fãs do Bride sumiram da face da Terra! | ” |

Após o fracasso de vendas do álbum FFOB, a banda decidiu romper os laços com Gravadoras, lançando o This is it" (2003), voltando para o Hard e de forma independente. Este álbum lembra um pouco o Snakes. O álbum teve um sucesso razoável. De 2003 à 2006 à banda ficou fazendo alguns shows e logo surgiram os boatos de que a banda acabaria.
Em Novembro de 2006, a banda fez sua turne pelo Brasil, incluindo a cidade de Curitiba pela segunda vez na história da banda (a primeira vez foi em novembro de 2001), show este que foi considerado pela própria banda um dos melhores já feitos. Neste mesmo ano houve vários boatos que a banda acabaria, mais tudo não passou de boatos. Numa entrevista, cedida ao jornalista Sander Brown, o próprio Dale disse: "Não, o Bride não está acabando, Skin for Skin é o nosso mais recente CD e está realmente incrível. Sentimos que podemos igualmente escrever melhores canções e gravar melhores performances no próximo CD. Esperamos gravar pelos próximos anos. Partimos esta semana para a Alemanha. E nos apresentaremos no Cornerstone America’s premier hard rock festival em junho.". Em 2006 finalmente chega o álbum Skin for Skin, com um pegada pesada, tendo sido considerado o "album mais pesado da banda". Recentemente banda lançou o álbum Tsar Bomba (2009), com a volta de Steve Ousborne na guitarra base. O 3° álbum independente da banda, Tsar Bomba, é uma mistura do Skin e This is it. Atualmente a Banda trabalha em um novo álbum.

### 2017 e o Retorno com Alexandre Aposan e Nenel Lucena
Dale Thompson em seu perfil pessoal no Facebook anunciou em 1 de Dezembro de 2017, que a banda estava de volta, e para a euforia dos fãs brasileiros, o novo álbum contará com o produtor e guitarrista brasileiro Nenel Lucena(Evocati) no baixo e o baterista Alexandre Aposan.
"O novo CD do Bride "Snake Eyes" contará com Alexandre Aposan na bateria e Nenel Lucena no Baixo. Troy e eu estamos agora (meados) de pré-produção e não poderia estar mais feliz com o que está a ouvir. Você pode se perguntar de onde esses músicos? Bem, Bride tem uma longa e excelente relação com Brasil e estes são músicos talentosos a partir deste país incrível. Você está indo para escavar esses incríveis sulcos. Troy é o próprio mestre das guitarras. Com ele como maestro e compositor, me faz fazer o que eu faço, a equipe brasileira vai trazer a melhor noiva para a superfície." - disse Dale.
Lucena e Aposan ainda fazem parte do projeto N.O.G (No Other God) em parceria com Dale Thompson e Raphael Dafras(baixista do Almah, Edu Falaschi e Dust To Dust) que tem previsão de lançamento do primeiro álbum "Take It By Storm" para o primeiro trimestre de 2018.

## Membros

### Integrantes Atuais
- Dale Thompson - vocal (1983 - atualmente)
- Troy Thompson - guitarra (1983 - atualmente)
- Alexandre Aposan - bateria (2017 - atualmente)
- Nenel Lucena - baixo (2017 - atualmente)

### Ex Integrantes
- G.D Watts - baixo (2009 - 2013)
- Jerry McBroom - bateria (1991 - 1998, 2013)
- Steve Osborne - guitarra (1986 - 1989)
- Scott Hall(baxista) -  Ex-bride(banda) baixo (1986 - 1990)
- Stephen Rolland - bateria (1986 - 1990)
- Rick Foley - baixo (1991 - 1994)
- Steve Curtsinger - baixo (1995 - 1998)
- Michael Loy - bateria (1991 - 2005)(2009
- Ewertôn Costa - bateria (2006 - 2008)
- Alex Thompsom - bateria (2005 - 2006)
- Lawrence Bishop - baixo (1999 - 2009)

## Discografia

### Álbuns
- Show No Mercy (1987)
- Live to Die (1988)
- Silence is Madness (1989)
- End of the Age (1990)
- Kinetic Faith (1991)
- Snakes in the Playground (1992)
- Scarecrow Messiah (1994)
- Lost Reels I (1994)
- Lost Reels II (1994)
- Shotgun Wedding (1995)
- Drop (1995)
- Lost Reels III (1997)
- The Jesus Experience (1997)
- Oddities (1998)
- Best of Bride (2000)
- Fist Full of Bees (2001)
- This Is It (2003)
- Skin for Skin (2006)
- Tsar Bomba (2009)
- Incorruptible (2013)
- Snake Eyes (2018)
- Here Is Your God ( 2020)

Há ainda um cd não oficial com 4 músicas gravadas num show ao vivo em Londrina/PR, em 2001, chamado Live in Londrina. Este álbum teve somente 500 cópias confeccionadas.

### Álbus ao vivo
- Snakes Alive (1992)
- Live in Germany: Across the Border (1994)
- Bride Live! Volume I (1999)
- Bride Live! Vol. II (2000)
- Live at Cornerstone (2001)

### Álbuns solo de Dale Thompson
- Speak Into The Machine (1994)
- Dale Thompson And The Religious Overtones (1995)
- Dale Thompson And The Kentucky Cadillacs - Testimony (1998)
- Acoustic Daylight (1988)
- Unbridled (2002)

## Videografia
- The Making of Silence Is Madness (1989)
- Bride Metal/Rock Videos (1989, 1991)
- Under the Gun - Live in Brazil (1993)
- SOS Vida (1993)
- Ultimate Bride Video (1997)
- Oddities Video (1998-1999)
- Welcome To The Show (2001)
- World Tour and Home Movies (2001)
- Making Skin For Skin (2006)

## Outros lançamentos
- I Predict A Clone (1994)
- LNJ - Welcome to the Revolution (2004)
- LNJ - Soundtrack of a Soul (2006)
- LNJ - 4-All:The Best Of LNJ (2008)
- LNJ - Light It Up (2010)